# Nămoloasa
Nămoloasa là một xã thuộc hạt Galați, România. Dân số thời điểm năm 2002 là 2399 người.